# Witchouse
Pour plus de détails, voir Fiche technique et Distribution.
Witchouse est un film américain de David DeCoteau, sorti en 1999.

## Synopsis
Une jeune femme invite neuf de ses anciens camarades de classe dans l'intention de les tuer à l'aide de son ancêtre, la sorcière Lilith.

## Fiche technique
- Titre : Witchouse
- Réalisation : David DeCoteau
- Scénario : Charles Band et Matthew Jason Walsh
- Production : Vlad Paunescu, Kirk Hansen, Charles Band
- Société de production : Castel Film Romania et Full Moon Pictures
- Musique : Jared DePasquale
- Genre : Horreur et fantastique
- Durée : 90 minutes

## Distribution
- Ariauna Albright : Lilith LaFey
- Matt Raftery : Jack Smith
- Monica Serene Garnich : Jennifer
- Brooke Mueller : Janet
- Dave Oren Ward : Tony
- Ashley McKinney : Elizabeth LaFey
- Marissa Tait : Maria
- Dane Northcutt : Scott